# Listă de actori zimbabwieni

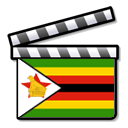

Aceasta este o listă de actori zimbabwieni.
Cuprins: Început - 0–9 A B C D E F G H I J K L M N O P Q R S T U V W X Y Z

## C
- Munya Chidzonga
- Tongayi Chirisa
- Chipo Chung
- Adam Croasdell

## G
- Carole Gray

## I
- Kubi Indi

## L
- Edgar Langeveldt

## M
- Isaac Meli Mabhikwa
- Godwin Mawuru
- Cont Mhlanga
- Aaron Chiwundura Moyo
- Lucian Msamati

## N
- Thandiwe Newton

## T
- Megan Timothy

## W
- Andrew Whaley
- Bart Wolffe

## Vezi și
- Listă de regizori zimbabwieni

Format:Cinematografia zimbabwiană